# Bathippus dentiferellus
Bathippus dentiferellus är en spindelart som beskrevs av Embrik Strand 1911. Bathippus dentiferellus ingår i släktet Bathippus och familjen hoppspindlar. Inga underarter finns listade.